# Bowel Stew
Bowel Stew is een Italiaanse goregrindband. De groep werd opgericht in 1996 en heette oorspronkelijk Monolith. De band bestaat uit drie groepsleden.
Kenmerkend aan de klank van Bowel Stew is dat deze band een pitchshifter gebruikt voor de vocalen en deze bewust zo laag en zo verstoord mogelijk tracht te laten klinken. 

## Discografie
- Demo cd-r, Demo, 2001
- Demo cd-r, Demo, 2001
- Demo 2002, Demo, 2002
- Necrocannibal Rites, cd, 2002
- Tu Carne / Bowel Stew, split-cd, 2003
- Rituals of Gynophagia, cd, 2004
- Split-cd met Rampancy (Taiwan) en Granulocytic Blastoma (Thailand), 2005
- Mondo Morbo, cd, 2006